# Apiocera flabellata
Apiocera flabellata är en tvåvingeart som beskrevs av Paramonov 1953. Apiocera flabellata ingår i släktet Apiocera och familjen Apioceridae. Inga underarter finns listade i Catalogue of Life.